# Shanzhai
Shanzhai (w jęz. chińskim: 山寨) odnosi się do podrobionych towarów konsumpcyjnych, w tym marek imitujących znaki towarowe, a w szczególności produktów elektronicznych, w Chinach. Dosłownie tłumaczone jako „górska wioska” lub „górska twierdza”, termin ten odnosi się do historycznych związków regionalnych watażków budowanych z dala od ośrodków władzy. Definicję „Shanzhai” można również rozszerzyć: na osoby, które wyglądają bardzo podobnie do siebie, na towary niskiej jakości, podzespoły z odzysku lub ulepszenia (mody), a także na rzeczy wykonane w celu parodii. Główne cechy tej działalności to imitowanie, klonowanie, piractwo, szybkość oraz partyzantka gospodarcza. Shanzhai należy rozumieć jako metodę pracy, w Polsce określaną mianem pracy chałupniczej.

## Pochodzenie
Według Xiandai Hanyu Dictionary (现代汉语词典/現代漢語詞典) „Shanzhai” może mieć dwa znaczenia:
1. Ogrodzone miejsce w lesie.
2. Wioski w górach, otoczone murem palisadowym.

Historycznie, „shanzhai” było używane jako metafora opisująca pracę chałupniczą, świadczoną często nakładczo w miejscach oddalonych od miast, przez ludzi którzy sprzeciwiali się skorumpowanym władzom i unikali ich, celem wykonywania zadań, które uważali za uzasadnione. Jednym z przykładów takich bandytów jest historia Water Margin.
Użycie „Shanzhai” w odniesieniu do produktów imitujących pochodzi od kantońskiego slangu, w którym „fabryka shanzhai” jest zdefiniowana jako źle wyposażona, niskiej jakości fabryka rodzinna. Jednak wraz z akumulacją zysków, wiele z tych fabryk zainwestowało pieniądze, aby ulepszyć swój sprzęt i pozyskało inwestycje zewnętrzne. Obecnie znaczna część fabryk Shanzhai jest już dobrze wyposażona, ale często nie są to już firmy rodzinne.
Jakość ich produktów wzrasta, a samo „Shanzhai” przestało być tożsame z „szajsem”, stało się alternatywą dla produkcji wysokomarżowej. Niestety producenci z tej grupy nadal nie mogą uciec od przypinania im łatki firm „bez marki” (lub „podrobionych marek”). Również bardziej ekskluzywne domy handlowe unikają sprzedaży wyrobów tych firm. Jednym z powodów utrzymywania produkcji „Shanzhai” jest omijanie rządowych ograniczeń dotyczących oficjalnie uznanych kwalifikacji produkcyjnych. Produkcja typu „Shanzhai” pozwala unikać wysokich podatków i nadmiernych regulacji, które cechują produkcję wysokowolumenową.
Inna relacja o pochodzeniu tego słowa jest taka, że ponieważ producenci imitacji urządzeń elektronicznych w dużej mierze mają siedzibę w Shenzhen, hurtownicy z innych części Chin zaczęli nazywać swoje produkty „produktami Shenzhen”. Stopniowo „produkt Shenzhen” stał się „produktem Shanzhai”, ponieważ brzmią podobnie, gdy ludzie mówią po chińsku mandaryńskim z kantońskim akcentem.

## Produkty Shanzhai
Zastosowanie „shanzhai” stało się popularne dzięki ogromnej sprzedaży telefonów komórkowych „shanzhai”. Według danych Gartnera w 2007 roku na całym świecie sprzedano 1,15 miliarda telefonów komórkowych, a według danych dostarczonych przez chiński rząd w tym samym roku sprzedano 150 milionów telefonów komórkowych „Shanzhai”, co stanowi ponad jedną dziesiątą sprzedaży globalnej. W 2010 r. Financial Times oszacował, że telefony Shanzhai stanowiły około 20 procent światowego rynku telefonów komórkowych 2G.
Rynek telefonów komórkowych typu „shanzhai” znajduje się nie tylko w Chinach, ale także w okolicznych krajach rozwijających się w Azji, Afryce i Ameryce Łacińskiej. Znakomite wyniki sprzedaży telefonów komórkowych „shanzhai” zwykle przypisuje się ich niskiej cenie, wielofunkcyjności i imitowaniu innego modnego telefonu komórkowego. Chociaż firmy „shanzhai” nie używają brandingu jako strategii marketingowej, są znane ze swojej elastyczności w projektowaniu w celu zaspokojenia określonych potrzeb rynku. Na przykład podczas kampanii wyborczej prezydenta USA Baracka Obamy w 2008 r. firmy telefoniczne „shanzhai” zaczęły sprzedawać telefony komórkowe „Obama” w Kenii, z hasłem „tak możemy” i nazwą Obama na pleckach telefonu komórkowego. Zaprojektowali także telefony komórkowe „Bird’s Nest” (鸟窝) i „Fuwa” (福娃) w czasie Igrzysk Olimpijskich w Pekinie.
Przed dynamicznym rozwojem przemysłu telefonii komórkowej i produktów shanzhai, od wczesnych lat 2000, imitacje produktów elektronicznych, takich jak odtwarzacze DVD i odtwarzacze MP3, były też wytwarzane w regionie Delty Rzeki Perłowej (珠三角). Wiele firm produkujących elektroniczne części zgromadziło w tym procesie swoje kapitały. Po zrozumieniu, że wielu nabywców woli dobrze wyglądające telefony, bez używania fałszywych logo, wielu producentów przyjęło praktykę unikania tego procederu. Zamiast tego wybierają samodzielnie zaprojektowane logo. To pozwala kupującym z zagranicy łatwiej znaleźć odpowiednio wyglądający telefon bez fałszywego logo.
Telefony komórkowe od firm Shanzhai mogą być sprzedawane w bardzo niskich cenach w porównaniu do telefonów innych producentów. Imitacje sprzedawane są w sklepach detalicznych za około 100 USD – 150 USD, a koszty produkcji wynoszą około 20 USD.
Fabryki telefonów Shanzhai są w stanie wytwarzać po bardzo niskich kosztach z dwóch powodów: nie wykupują licencji na produkcję telefonów od chińskiego rządu, w zamian za to polegają na odpowiednim wywiadzie gospodarczym i inżynierii wstecznej, oraz wysokiej konkurencyjności związanej ze specyfikacją produkcji i sieciami dostawców.
CECT to jedna z wielu marek telefonów komórkowych produkowanych w Chinach. CECT oferuje nieautoryzowane klony lub repliki produktów Apple Inc. np. iPhone oraz różne modele telefonów Nokia produkowane w Chinach a sprzedawane za ułamek ceny oryginału. Przynajmniej jeden reseller został postawiony do odpowiedzialności przez dział prawny Apple Inc.
Jedną z firm, która zyskała rozgłos w produkcji smartfonów z Shanzhai, jest Goophone, która w 2012 r. zgłosiła patent na „Goophone i5”, wspierany przez procesor MediaTek klon smartfona który trafił do sprzedaży jeszcze przed oficjalnym wydaniem prawdziwego iPhone’a 5.
Chociaż w Chinach istnieje wiele fałszywych ubrań, zegarków, torebek i butów, to nie są one nazywane produktami „shanzhai”, prawdopodobnie dlatego, że te fałszywe produkty powstawały znacznie wcześniej niż zjawisko fałszywych telefonów komórkowych i dzisiejsze zastosowanie terminu „shanzhai”. Telefony „Shanzhai” mogą się wyróżniać jako najczęściej omawiane produkty „shanzhai”, ponieważ telefony silnie symbolizują bogactwo w Chinach, ale jednocześnie są znacznie tańsze niż inne symboliczne oznaki bogactwa, takie jak samochody czy mieszkania.
Kilku producentów shanzhai próbowało wykorzystać rynek, tworząc netbooki shanzhai, lecz te zyskały jedynie niewielką akceptację i marginalny poziom sprzedaży.
W prowincji Shandong produkowane są samochody elektryczne „Shanzhai”, które działają na akumulatorach ołowiowo-kwasowych a sprzedawane w cenach zaledwie 2000–3000 USD.
W styczniu 2011 r. Chińskie Ministerstwo Przemysłu i Technologii Informacyjnych oraz państwowa administracja przemysłu i handlu ogłosiły represje wobec sprzedawców i producentów telefonów shanzhai. Administracja obwiniała tanie telefony o obecność usług kradnących pieniądze, które wykorzystywały tanie telefony do nielegalnych operacji z pomocą kart SIM klientów. Komentator branży Liu Sheng stwierdził, że bardziej prawdopodobnie, jest to związane z krajowymi kampaniami na rzecz ochrony praw własności intelektualnej.
Zjawisko jest popularyzowane przez znanego amerykańskiego youtubera Scotty’ego Allena, autora kanału „Strange Parts”, którego obsesją jest podróżowanie i eksploracja każdego elektromarketu w strefie Shenzhen.

## Shanzhaizm
Shanzhaizm (山寨主義) jest filozoficznym terminem określającym chiński styl innowacji dokonywanej przez ludzi na terenach wiejskich, usprawnienia i zmiany wprowadzane na chłopski rozum, praktyka bez nadmiernie rozbudowanej otoczki prawnej i teoretycznej. Bliskie odpowiedniki tego terminu w języku polskim to majsterkowanie, chałupnictwo. Nie mając garażu, produkują w chatach we wsiach w odległych górach. Chałupniczą metodą można wytwarzać fałszywe i podrobione produkty w sposób zorganizowany i masowo.
Tego rodzaju zjawiska nie ograniczają się do podrobionych produktów. Shanzhai jako praktyczny sposób myślenia rozciąga się nawet na reklamy. Na przykład kampania reklamowa shanzhai w której wykorzystano nieautoryzowany wizerunek byłego prezydenta Stanów Zjednoczonych Baracka Obamy do promowania swoich produktów.

## Kultura Shanzhai
Częste odniesienia do telefonów komórkowych shanzhai w Internecie i tradycyjnych mediach sprawiły, że ludzie zaczęli też nazywać tak imitacje wydarzeń kulturalnych. Niektóre z najbardziej znanych wydarzeń to Narodowa Gala Wiosenna Shanzhai (山寨春节联欢晚会), Shanzhai Lecture Room (山寨百家讲坛), Shanzhai Olympic Torch Relay (山寨奥运火炬传递) i Shanzhai Nobel Prize (山寨诺贝尔奖). Wspólną cechą tych wydarzeń jest to, że imitują wysokiej klasy, popularne wydarzenia, w których inicjatywa-pierwowzór zwykle nie odgrywa żadnej roli.
Filmy Shanzhai to kolejne zjawisko szanghaju nastawione na zysk. Filmy te zazwyczaj mają niskie budżety, ale osiągają sukces komercyjny poprzez parodiowanie, wyśmiewanie lub pożyczanie elementów z najlepszych hollywoodzkich filmów. Jednym z pierwszych filmów tego typu są Crazy Stone (疯狂的石头) Ning Hao (宁浩). Naśladując cechy produkcji amerykańskich, jak różne ujęć, szybkie cięcie i akrobacje, które są znane z hollywoodzkich filmów akcji, jednocześnie osadzone w chińskim krajobrazie. Dzięki budżetowi w wysokości 3 milionów dolarów hongkońskich Crazy Stone osiągnął przychody kasowe w wysokości 22 milionów. Na jego sukcesie powstały filmy shanzhai takie jak seria „Wielki film” („ 大电影"系列 ”) i nr 2 na świecie (天下第二). Niektórzy twierdzą, że filmy parodiujące produkcje Hollywood, takie jak Scary Movie, są prawdziwą inspirującą siłą stojącą za filmami shanzhai.

## Krytyczny odbiór
Ożywiona debata online na temat tego, czy należy zachęcać lub potępiać shanzhai, prawdopodobnie wyszła jako propozycja od Ni Ping, znanego gospodarza Centralnej Telewizji Chińskiej (CCTV) podczas Lianghui (dwie konferencje). Postuluje on ustanowienie odpowiedniego ustawodawstwa, które wyeliminuje zjawisko shanzhai, argumentując, że kultura naśladowców związana z shanzhai stłumi prawdziwą kreatywność i utrudni świadomość praw własności. Podczas gdy niektórzy się z nią zgadzają, inni podkreślają, że w celu obiektywnego skomentowania zjawiska shanzhai należy odróżnić produkty shanzhai od produktów „pirackich” i zjawisko kultury shanzhai od samych produktów shanzhai. Twierdzą również, że chociaż wiele wydarzeń kulturalnych shanzhai objawia się jako wydarzenia naśladowcze, niektóre mają również oryginalne elementy. Zachodnie media, takie jak The Wall Street Journal i The New Yorker, doniosły o fenomenie shanzhai i przedstawiły go jako formę buntu i oporu wobec kultury głównego nurtu. Niewątpliwie, kultura shanzhai jest motorem i szkołą innowacji, propagującą zainteresowanie nowymi technologiami i podnoszenie kompetencji technologicznych w regionie.